# Cantilena (album)
Cantilena è l'ottavo album di studio del gruppo musicale italiano degli Alunni del Sole, pubblicato nel 1980.

## Tracce
1. Cantilena
2. Tu sei ieri
3. E tu venivi verso me
4. Recentemente
5. Non è vero
6. Niente
7. 'A guagliona
8. Il libro
9. Quanti giorni
10. Serenate